# Grupo de Ejércitos D
El Grupo de Ejércitos D (Heeresgruppe D) fue un Grupo de Ejércitos alemán que entró en acción durante la II Guerra Mundial.
El Grupo de Ejércitos D fue formado el 26 de octubre de 1940 en Francia. Su cuadro inicial provino del disuelto Grupo de Ejércitos C.
El 15 de abril de 1941, el estatus del Grupo de Ejércitos D fue elevado. Desde entonces, el comandante del Grupo de Ejércitos D fue considerado también Oberbefehlshaber West (o OB WEST – el Comandante en Jefe del Teatro de Operaciones Occidental). Como resultado de esto, el Grupo de Ejércitos D a veces es referido incorrectamente como Grupo de Ejércitos Oeste.

## Comandantes
| N.º | Retrato | Comandante                                           | Desde                 | Hasta                |
| --- | ------- | ---------------------------------------------------- | --------------------- | -------------------- |
| 1   |         | Generalfeldmarschall Erwin von Witzleben (1881-1944) | 25 de octubre de 1940 | 15 de marzo de 1942  |
| 2   |         | Generalfeldmarschall Gerd von Rundstedt (1875-1953)  | 15 de marzo de 1942   | 2 de julio de 1944   |
| 3   |         | Generalfeldmarschall Günther von Kluge (1882-1944)   | 2 de julio de 1944    | 15 de agosto de 1944 |
| 4   |         | Generalfeldmarschall Gerd von Rundstedt (1875-1953)  | 15 de agosto de 1944  | 11 de marzo de 1945  |
| 5   |         | Generalfeldmarschall Albert Kesselring (1885-1960)   | 11 de marzo de 1945   | 22 de abril de 1945  |

## Composición
- Noviembre de 1940 - 7.º Ejército, 6.º Ejército, 1.º Ejército
- Mayo de 1941 - 7.º Ejército, 1.º Ejército, 15.º Ejército, Comandante de todas las tropas alemanas en Holanda ocupada
- Junio de 1942 - 1.º Ejército, 7.º Ejército, Grupo de Ejércitos Felber, 15.º Ejército, comandante de las tropas alemanas en los Países Bajos
- Mayo de 1943 - Grupo de Ejércitos Felber, 1.º Ejército, 7.º Ejército, 15.º Ejército, Comandante de las tropas alemanas en los Países Bajos
- Junio de 1943 - Grupo de Ejércitos Felber, 1.º Ejército, 7.º Ejército, 15.º Ejército, Comandante de las tropas alemanas en los Países Bajos
- Septiembre de 1943 - 19.º Ejército, 1.º Ejército, 7.º Ejército, 15.º Ejército, Comandante de las tropas alemanas en los Países Bajos
- Mayo de 1944 - Grupo de Ejércitos G, Grupo de Ejércitos B, Grupo Blindado Occidental, 1.º Ejército de paracaidistas
- Agosto de 1944 - Grupo de Ejércitos G, Grupo de Ejércitos B
- Octubre de 1944 - Grupo de Ejércitos G, Grupo de Ejércitos B, XXV Cuerpo de Ejército
- Diciembre de 1944 - Grupo de Ejércitos G, Grupo de Ejércitos B, Grupo de Ejércitos H, 6.º Ejército Panzer
- Abril de 1945 - 19.º Ejército, Grupo de Ejércitos G, 11.º Ejército, 24.º Ejército